# 安东尼·费雷罗
安东尼·费雷罗（法語：Antoine Frérot，1958年6月3日—），法国企业家，现任威立雅集团总裁。

## 学生生涯
安东尼·费雷罗是巴黎综合理工学院77届毕业生，以道路桥梁工程师身份毕业。他接着在国立桥路学校（ENPC）取得了博士学位。
随后的七年时间，安东尼 费雷罗在研究室里从事环境与水资源的研究。

## 职业生涯

### 早期生涯
1981年，安东尼·费雷罗在法国海外省研究中心BCEOM担任研究员。
1983年，他回到国立桥路学校研究中心担任项目负责人，一年后担任研究中心副主任，任期至1988年。
1988年到1990年间，他在法国国家信用局（Crédit national）担任财政项目主管，主管航空，交通和机械领域的大型企业的财务运作。

### 从通用水公司到威立雅
1990年，安东尼·费雷罗任职于法国通用水公司 （la Compagnie générale des Eaux） ，在随后5年中担任项目经理。
1995年至2000年，他成为了通用水公司总裁，并兼CGEA Transport总裁。
2000年6月，安东尼·费雷罗被任命为Vivendi Environnement领导成员之一及CONNEX集团交通部总裁。
2003年1月21号起，安东尼·费雷罗成为威立雅水务集团总裁，并兼任威立雅环境集团副总裁与执行委员会成员。

### 威立雅集团总裁第一任期：2009-2014
2009年9月，安东尼·费雷罗接任Henri Proglio（后者赴任法国电力总裁一职）成为威立雅集团总裁，并获得行政委员会（conseil d'administration）主席头衔。
安东尼·费雷罗对集团发展有着一个长远规划：通过权力下放，各部门自主发展与总部辅助；逐步把威立雅从一个管理分散的大型企业，发展为一个引领技术革新，反应快速，由各国分公司为主导并间相互呼应的集团。
2013年，他对集团进行了重组：每个国家设立独立的威立雅公司统筹威立雅在该国的全部业务，各国分公司由唯一的全球总部所统领。随后，他重新设定了威立雅的市场导向，使集团业务更专注于交易额大且附加值高的产业（特殊污染处理，回收再利用，吸引更多工业集团为客户等等）。
安东尼.费雷罗的战略还包括，逐步退出运输业并且减慢集团的扩张速度，将业务集中在全球40多个国家。这个战略让威立雅集团逆转亏损，获得了3.94亿欧元的年净收入（对比前一年的-4.89亿欧元）。此外，威立雅集团开展在污染预防与处理领域的相关研究，是为业界领先。

### 威立雅集团总裁第二任期：2014至今
2014年2月，威立雅行政委员会决定再次委任安东尼·费雷罗为威立雅集团总裁直至2018年，继续主持集团重组工作。
2014年，安东尼·费雷罗在多个场合表态倡导循环经济，建立新的产能循环：从“提取-消费-废弃”到回收再利用。他建议让公司，而非社会经费，负责产品回收再利用的费用。
2014年9月，安东尼·费雷罗在纽约气候论坛上发言，呼吁全球领导人采取措施应对温室效应并提出了他的解决方案：他认为全球应该协同发展采集与处理温室气体的技术。其外，他建议征收碳排放税，以减少人们对能源的浪费。

## 艺术
2014年9月，安东尼·费雷罗担任13届国际原始艺术沙龙的荣誉主席。
他本人是一个艺术收藏家，尤其专业于原始艺术领域。

## 荣誉
- 法國榮譽軍團勳章（2003）
- 法國國家功績勳章（2011）

## 出版
安东尼·费雷罗著有《水，一种负责任的文化》（L’Eau, une culture de la responsabilité，ISBN 2746711273）